# Spansk trumpet
Spansk trumpet kallas de rörverk som placeras vågrätt i en orgelfasad. I andra länder än spansktalande är det vanligast att man endast placerar en stämma, oftast Huvudverkets Trumpet 8´.
I spanska orglar repeterar rörstämmorna i basen eftersom rörstämmor av sin natur är starka i basen och svaga i diskanten. För att slippa obalansen mellan bas och diskant, placerar man diskantpipor även i basen. Medan stämmorna i Sverige är 8´ hela vägen så är den i Spanien 8´ i diskanten och 4´ i basen och 16´ i diskanten och 2´ fot i basen. De spanska stämmorna har mycket tunnare tungor och mycket tjockare gods i uppsatserna. Detta gör att de spanska stämmorna är mycket starkare än de andra.
Första gången en så kallad Clarines användes i en orgel var 1677 när Joseph de Echevarria byggde en orgel till kyrkan i Mondragón. I Sverige byggdes en horisontell trumpet första gången 1955 i den då av Marcussen & Sön nybyggda orgeln i Hässleholms kyrka.